# Itchnia
Itchnia (en ukrainien : Ічня ; en russe : Ичня) est une ville de l'oblast de Tchernihiv, en Ukraine, et le centre administratif du raïon d'Itchnia. Sa population s'élevait à 11 454 habitants en 2014.

## Géographie
Itchnia est située à 105 km au sud-est de Tchernihiv et proche du Parc national d'Itchnia.

## Histoire
La première mention d'Itchnia remonte au XIVe siècle. Elle a le statut de ville depuis 1957.

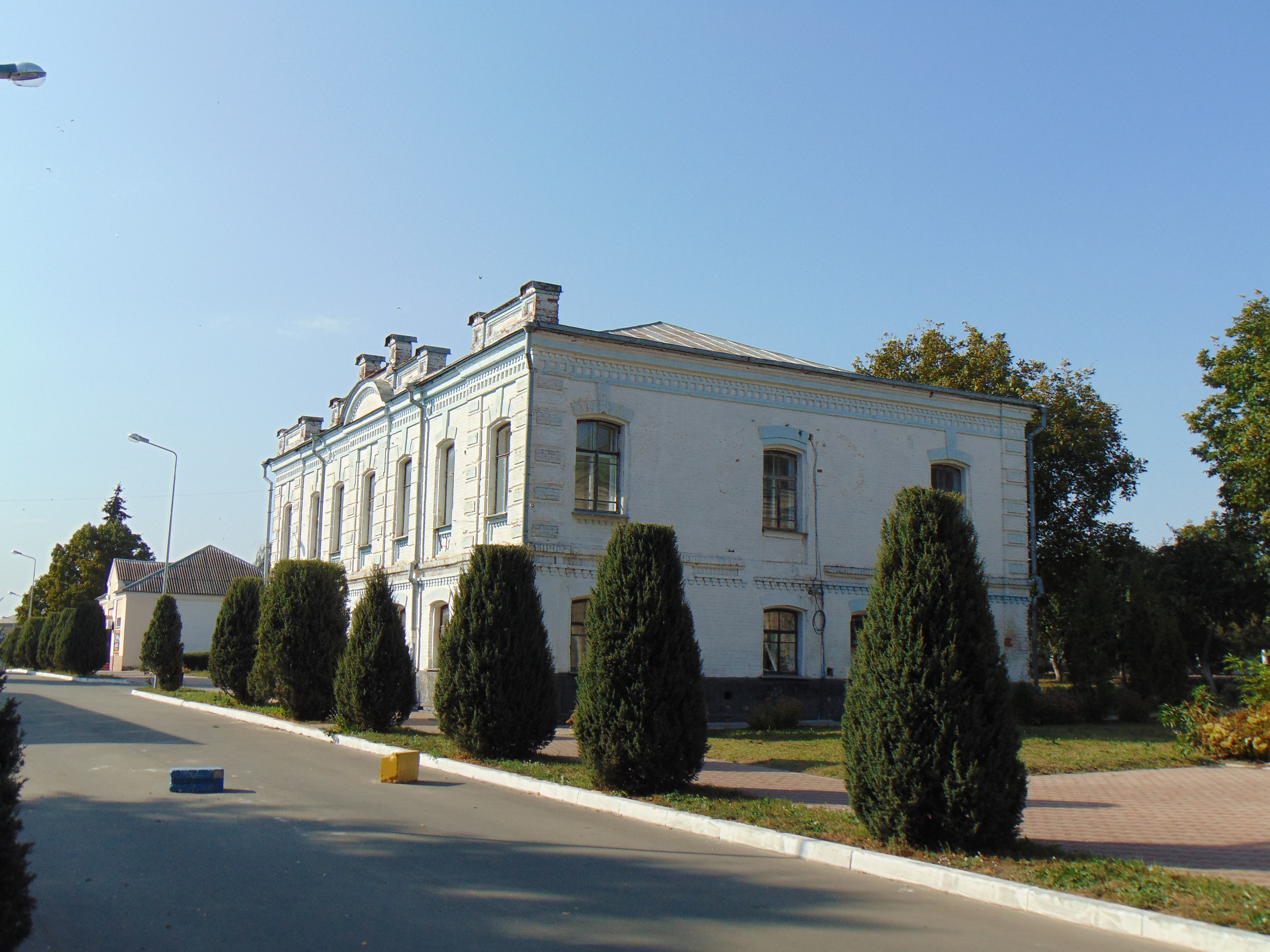
Maison des marchands classée.

## Population
Recensements (*) ou estimations de la population :
| 1926*  | 1939*  | 1959*  | 1970*  | 1979*  | 1989*  |
| ------ | ------ | ------ | ------ | ------ | ------ |
| 11 995 | 14 338 | 13 131 | 13 509 | 13 765 | 13 632 |

| 2001*  | 2010   | 2011   | 2012   | 2013   | 2014   |
| ------ | ------ | ------ | ------ | ------ | ------ |
| 12 780 | 11 843 | 11 781 | 11 706 | 11 587 | 11 454 |